# Römervilla von Bad Neuenahr-Ahrweiler

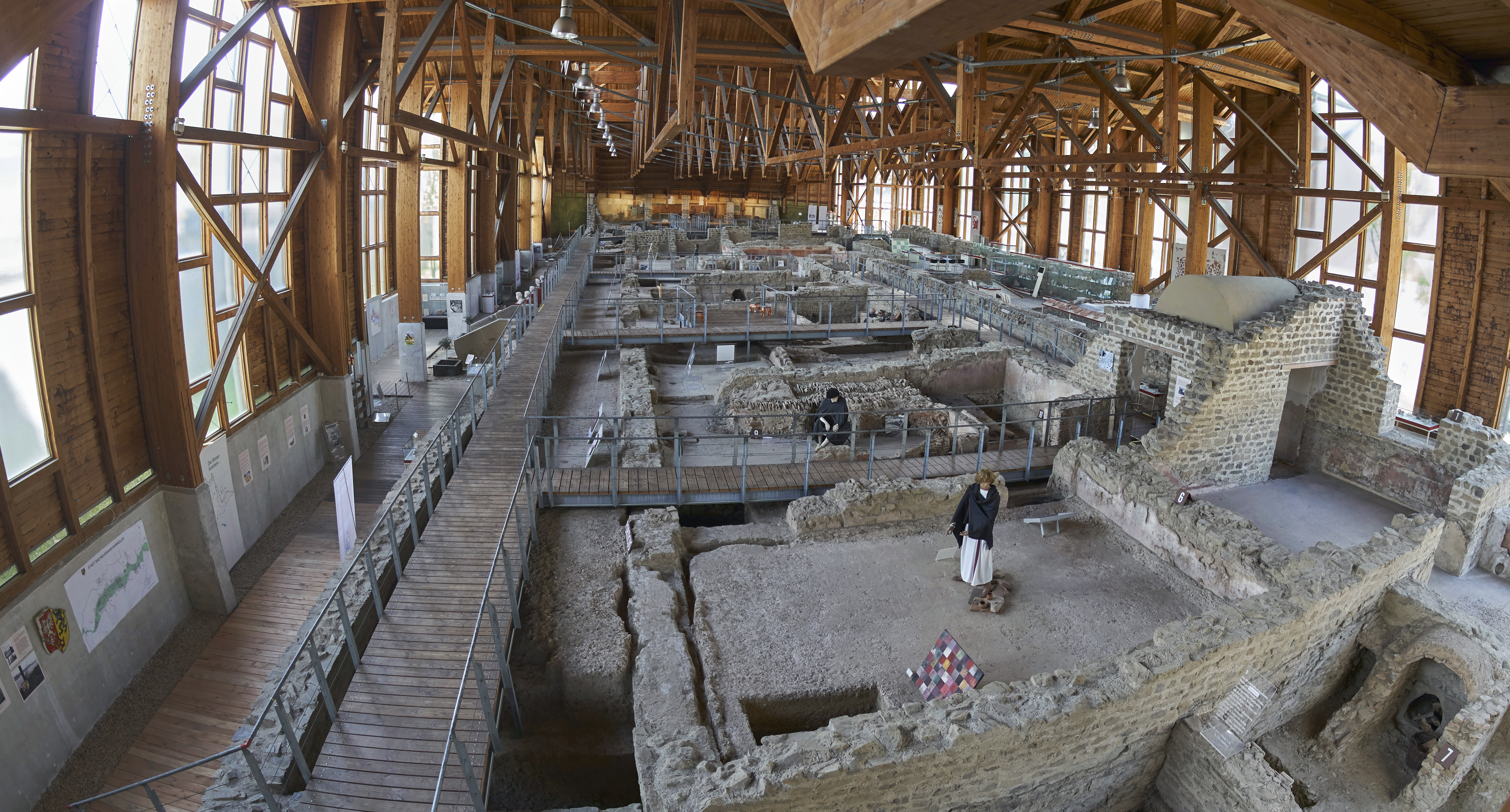
Blick auf das vollständig ergrabene Haupthaus, überdacht vom Museumsbau. Links liegt die zum Ahrtal gerichtete Portikus (2023)

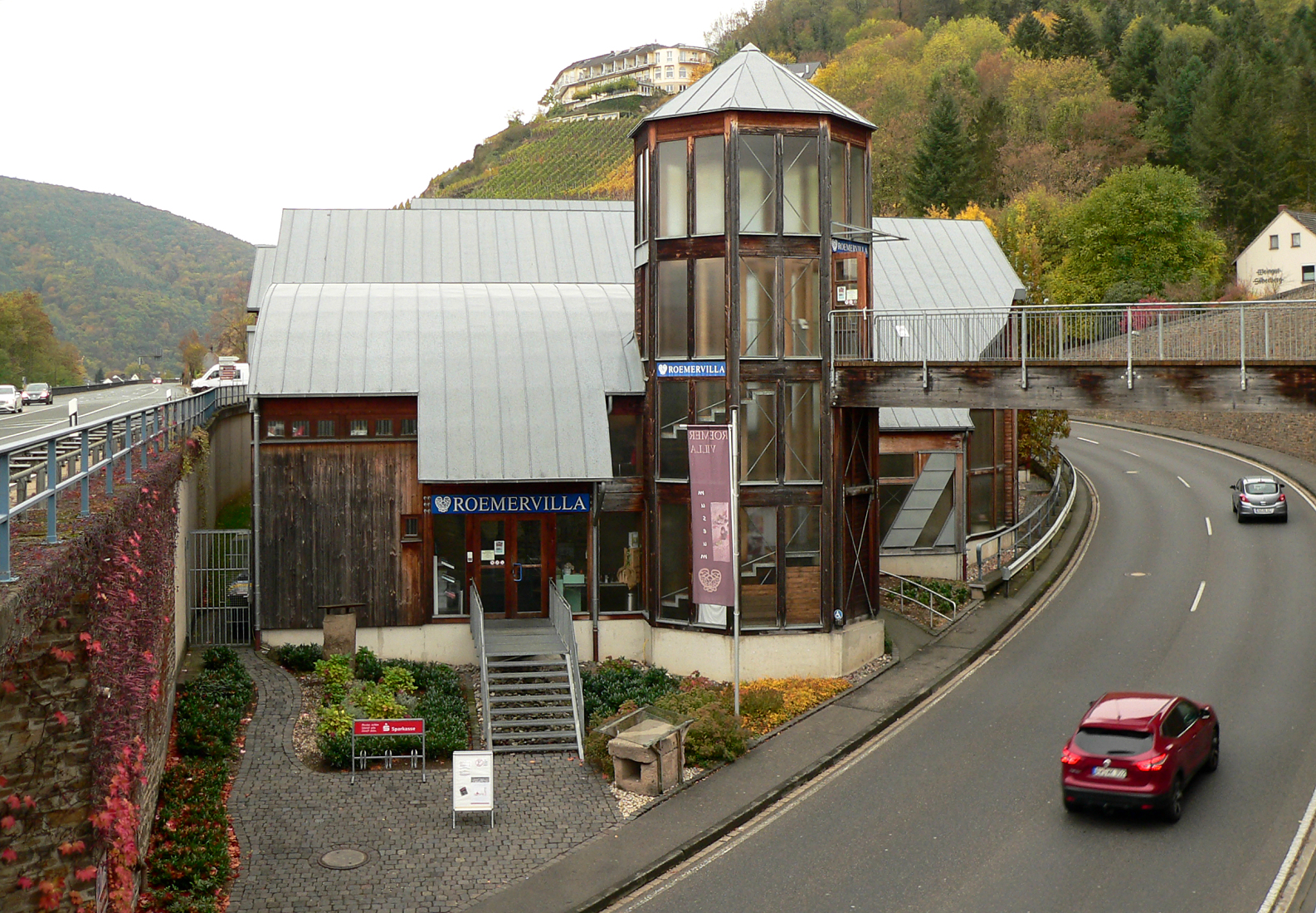
Außenansicht des Museumsbaus über der Fundstelle mit der vorbeiführenden Bundesstraße 267 (2018)

Die Römervilla von Bad Neuenahr-Ahrweiler am Silberberg ist ein archäologischer Fundplatz, der eine jahrhundertelange wechselnde Nutzung von der Mitte des ersten nachchristlichen Jahrhunderts bis ins Frühmittelalter dokumentiert. Das ergrabene Areal befindet sich am Rand der rheinland-pfälzischen Stadt Bad Neuenahr-Ahrweiler im Landkreis Ahrweiler.
Zunächst als römischer Gutshof (Villa rustica) angelegt, vergrößert und mehrfach umgebaut, wurde die Anlage gegen 259/60 n. Chr. planmäßig geräumt. In der Spätantike erfuhr das Hauptgebäude eine Umnutzung zur Herberge (Mansio), in die anschließend eine Eisenschmelze einzog. Nach dem völligen Verfall und der Bedeckung des Geländes mit Schutt und Geröll durch den direkt dahinterliegenden Silberberg entstand an diesem Platz ein frühmittelalterlicher christlicher Friedhof. Die besondere Bedeutung des ergrabenen und für die Öffentlichkeit konservierten Hauptgebäudes liegt in dem hervorragenden Erhaltungszustand vieler seltener Baudetails und Wandmalereien.

## Lage

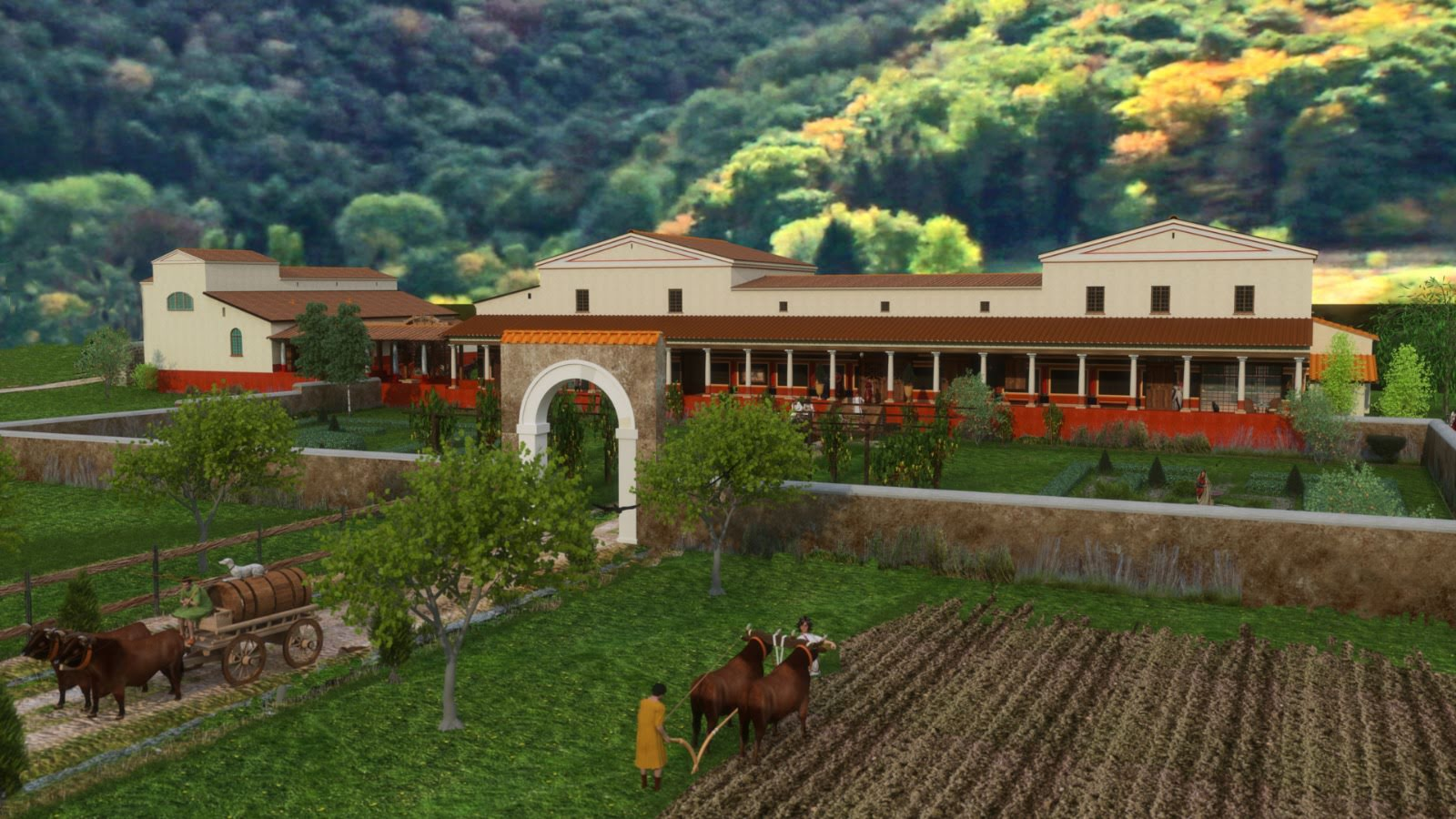
Lage der Herberge am Hang (3D-Rekonstruktion der Südostansicht mit Portikus und Badegebäude) (2023)

Die Villa rustica wurde am Nordhang des klimatisch begünstigten Ahrtales errichtet. Rund 15 Kilometer östlich befindet sich die Ahrmündung in den Rhein. Auch heute werden die nördlichen Steilhänge des mittleren und unteren Tales von Weinbergterrassen dominiert. Das einstmals ausgedehnte Landgut am Silberberg gehörte einer wohlhabenden Familie, wie unter anderem die hochwertigen Wandmalereien im Erd- und Obergeschoss zeigen. Im Tal führte eine Verbindungsstraße von West nach Ost zum Rhein hin und verband sich dort mit dem Straßensystem zu den großen römischen Siedlungspunkten Andernach (Antunnacum), Koblenz (Confluentes), Bonn (Bonnensia) und Köln (Colonia Claudia Ara Agrippinensium). Der Besitz wurde gemäß den Angaben Vitruvs in dessen Werk De architectura libri decem (Zehn Bücher über Architektur) errichtet. So liegt das Haupthaus mit seiner Längswand dicht am Fuß des steilen Hanges und wird damit vor der nördlichen und nordwestlichen Witterung vollkommen geschützt. Die Front- und Schauseite mit dem Portikus blickte nach Süden und blieb den ganzen Tag über von der Sonne bestrahlt. Von der Säulenarkade hatte man einen freien Blick über die darunterliegende Niederung der Ahr zum gegenüberliegenden Südhang des Tales. Die Frischwasserzufuhr war durch den nordwestlich den Hang herabkommenden Giesemer Bach gesichert.

## Forschungsgeschichte
Während des Ausbaus der Bundesstraße 267 am nördlichen Abhang des Ahrtales wurde im März 1980 mit der Errichtung eines Auf- und Abfahrtsohrs am nordwestlichen Ortsrand von Ahrweiler begonnen. Es war geplant, die Fahrbahn tief in den Schutt des Hanges einzugraben. Zum damaligen Zeitpunkt lagen keinerlei Überlieferungen vor, die eine archäologische Stätte hätten ausweisen können. Am 23. März 1980 griffen die Bagger in römisches Mauerwerk und räumten dieses mitsamt größeren Stücken farbiger Bemalung ab. Lastkraftwagen brachten dieses Material auf die Kippe. Nur das Eingreifen eines zufällig anwesenden ehrenamtlichen Mitarbeiters des Denkmalamtes Koblenz, Carl-Heinz Albrecht, verhinderte Schlimmeres. Bereits am nächsten Tag wurden die Bauarbeiten eingestellt und das Gelände gesichert. Für seine Verdienste wurde Albrecht 1983 mit dem Wappenteller des Landes Rheinland-Pfalz ausgezeichnet.
Das teils noch bis zu einer Höhe von 1,50 Metern aufragende Mauerwerk, bei dem vielfach die Fensteröffnungen nachgewiesen werden konnten sowie der außergewöhnlich gut erhaltene bemalte Verputz rechtfertigten eine bis Ende 1980 vollzogene Umtrassierung der geplanten Fahrbahn und die Errichtung eines aufwendigen Schutzbaues. In elf Grabungskampagnen wurde das Haupthaus der Villa rustica zwischen März 1980 bis Herbst 1990 unter der Leitung des Konservators Horst Fehr ergraben. Seit dem Frühjahr 1993 sind die Grabungsergebnisse zu besichtigen. In der Ausstellung „Römische Wandmalerei in Ahrweiler“, die vom 14. Februar bis 8. April 1996 stattfand, wurden die bis dahin bekannten Ergebnisse zu den Fresken der Öffentlichkeit präsentiert.
Das Museumskonzept der Römervilla von Bad Neuenahr-Ahrweiler beinhaltet auch wechselnde Sonderausstellungen zu anderen römischen Themen, die einen Bezug zu den Ahrweiler Grabungen haben.

## Beschreibung

### Haus I
Um die Mitte des 1. Jahrhunderts n. Chr. entstand die älteste römische Ansiedlung an diesem Platz, die Haus I genannt wird. Das Aussehen dieses Bauwerks kann nur durch einige Grabungsschnitte grob bestimmt werden, wenn nicht die später darüber errichteten Baureste zerstört werden sollen. Am klarsten sind die Überreste des im Westen solitär errichteten Bades auszumachen. Während die Fluchtung dieser Baueinheit genau mit der des später errichteten Haus II übereinstimmt, ist Haus I etwas aus der Achse nach Nordwesten verschoben.

#### Keller

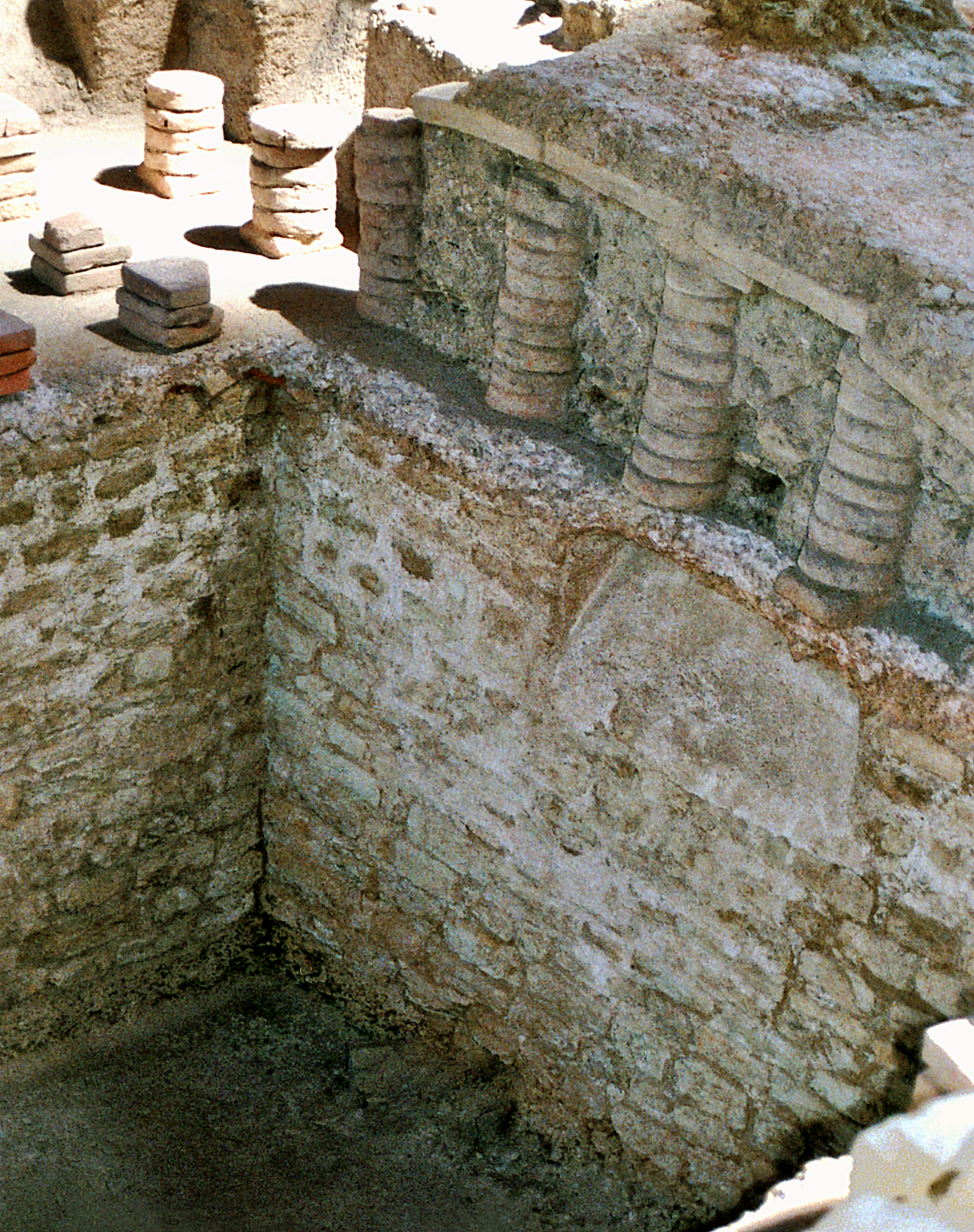
Während der Ausgrabung freigelegter Keller von Haus I mit schräg ansteigender Fensterbank. Darüber liegt das Hypokaustum aus der Zeit der Mansio. (2010)

Am besten erforscht ist der dazugehörige rechteckige Kellerraum mit der im Südwesten absteigenden steinernen Kellertreppe. Da Haus I vor der Errichtung von Haus II planmäßig niedergelegt wurde und die noch sichtbaren Überreste mit einer Planierschicht überdeckt worden sind, hat sich mit dem damals zugeschütteten Keller ein Stück der frühen Siedlungsarchitektur erhalten. Die Mauerung aus lagig verlegten Handquadern mit deutlich sichtbarem Fugenstrich ist sorgfältig ausgeführt und war unverputzt. Im Südosten hat sich der schräg angestellte Ansatz eines Kellerfensters erhalten. Dieser Befund macht deutlich, dass die frühe Villa rustica zumindest in diesem Bereich keinen Portikus besessen haben kann. Ein wichtiges Baudetail hatte sich mit der in diesem Keller aufgedeckten Kühlanlage erhalten. Entlang der nördlichen Wand wurde in den Lehmboden des Kellers eine rund einen Meter breite Grube eingetieft und in diese fünf bis zehn Zentimeter starke Rundhölzer gestellt. Anschließend verfüllte man die Grube wieder. Nach der Festigung des Bodens sind die Hölzer herausgezogen worden, so dass offene Röhren entstanden, in denen sich Grundwasser sammeln konnte. Plattige Steine bedeckten die gesamte Anlage. Das verdunstende Wasser sollte ein kühles Raumklima bewirken. Ein weiteres Detail bildete eine mit Holzdielen ausgekleidete Ablage, die möglicherweise zu einem Regal gehörte. Die Fundamente von Haus I bestehen aus unregelmäßig verlegter Grauwacke, die mit Kalkmörtel verbunden wurden. Aufgrund der sorgfältigen Abtragung des Gebäudes kann keine Schlussfolgerung über das aufgehende Mauerwerk getroffen werden. Für die Hypokaustheizung wurden Ziegelplatten verwendet, Architekturteile entstanden aus leicht zu verarbeitendem Tuff. Nach Aufgabe des Kellers wurde dessen Zugang sorgfältig und massiv vermauert. So wollte der Bauherr offenbar statische Schwierigkeiten für den darüber errichteten Neubau umgehen.

#### Heizraum
Technisch und typologisch interessant war für die Archäologen die Aufdeckung eines Heizraums (Praefurnium), das von Norden her einen Raum von Haus I beheizte. Der Bedienraum lag unter dem Laufniveau und war über eine Steintreppe zu erreichen. Von hier aus führt ein nach Süden gerichteter langschmaler Gang, der ein falsches Tonnengewölbe besitzt. Nach zwei Metern ist dieser Gang bis auf rund halbe Höhe vermauert. Dahinter befindet sich ein gemauertes Podest mit einer lehmverkleideten Platte. Hier brannte das Feuer der Heizung. Der Gang selber verjüngt sich nach einem weiteren Meter und mündet in einem einst hypokaustierten Raum. Nach der Abräumung von Haus I wurde der Bedienraum als Keller weiterbenutzt.

#### Bad I
Insbesondere die Osthälfte des knapp 200 Quadratmeter großen Badegebäudes konnte genauer untersucht werden, da diese unter dem weitgehend unverbaut gebliebenen Hof an der westlichen Stirnseite von Haus II zugänglich blieb. Die Privattherme wurde offenbar baulich getrennt im Abstand von rund zwölf Metern zur westlichen Giebelfront von Haus I errichtet. Obwohl auch dieser Trakt mit dem Haupthaus niedergelegt wurde, konnten die Ausgräber viele Bereiche der Anlage genau bestimmen. Die östlichen drei bestimmbaren Räume beinhalten einen beheizbaren Umkleidebereich (Apodyterium), ein von dort aus erreichbares Warmbad (Caldarium) mit halbrunder Apsis, in der sich eine Badewanne befand, sowie als nördlichsten Raum ein Schwitzbad (Laconicum). Diese Schwitzbäder hatten eine ähnliche Funktion wie die heutige Sauna, doch fanden keine Aufgüsse statt. Der wissenschaftliche Nachweis eines Laconicums gelingt nur selten und bezeugt in diesem Fall den Wohlstand, den bereits die Bewohner von Haus I besessen haben müssen. Der kreisrunde Grundriss des Schwitzbades ist in perfektem Zustand erhalten. In seinen vier Ecken befinden sich halbrunde Konchen. Das Laufniveau des Raumes wurde 0,60 Meter über dem Unterboden nachgewiesen. Dazwischen lag das nachgewiesene Hypokaustum.

### Haus II
Nach dem Abbruch von Haus I wurde in der zweiten Hälfte des 1. Jahrhunderts die Fläche auf einem einheitlichen Niveau planiert und eine sehr schwache Kalkung als Sauberkeitsschicht darübergelegt. Der darüber geplante Neubau vom Typ einer Portikusvilla besaß einen langschmalen Grundriss von 72 Metern Länge und 18 bis 20 Metern Tiefe, rund 1.000 Quadratmeter Nutzfläche. Im Gegensatz zum üblichen Grundriss dieses Villentyps besaß die Römervilla von Bad Neuenahr-Ahrweiler jedoch keine architektonisch betonende Eckrisalite. Wie teilweise vollständig umgefallene Wände belegen, besaß das Bauwerk einen gemauerten Sockel, auf dem eine Fachwerkkonstruktion (Opus Craticium) ruhte, deren Gefachung teils recht unterschiedlich ausgeführt war. An den Decken wurde Lehm verarbeitet, auf dessen Innenseite sich die Abdrücke der Trägerelemente erhalten haben, so dass daraus wichtige Erkenntnisse zur Konstruktion geschlossen werden können. Alle Wände des Hauses waren innen und außen mit zwei bis drei Schichten groben Unterputz belegt. Auf diesen Untergrund wurde eine Feinputzschicht mit Kalktünche als Malschicht aufgetragen. Die abgefallenen Putzschichten von den Decken offenbaren, dass etliche Räume der Villa mit flachen oder halbrunden Tonnengewölben ausgestattet waren. Möglicherweise kann dieser Befund auch auf andere anspruchsvoller ausgestattete Gutshöfe übertragen werden.

#### Portikus

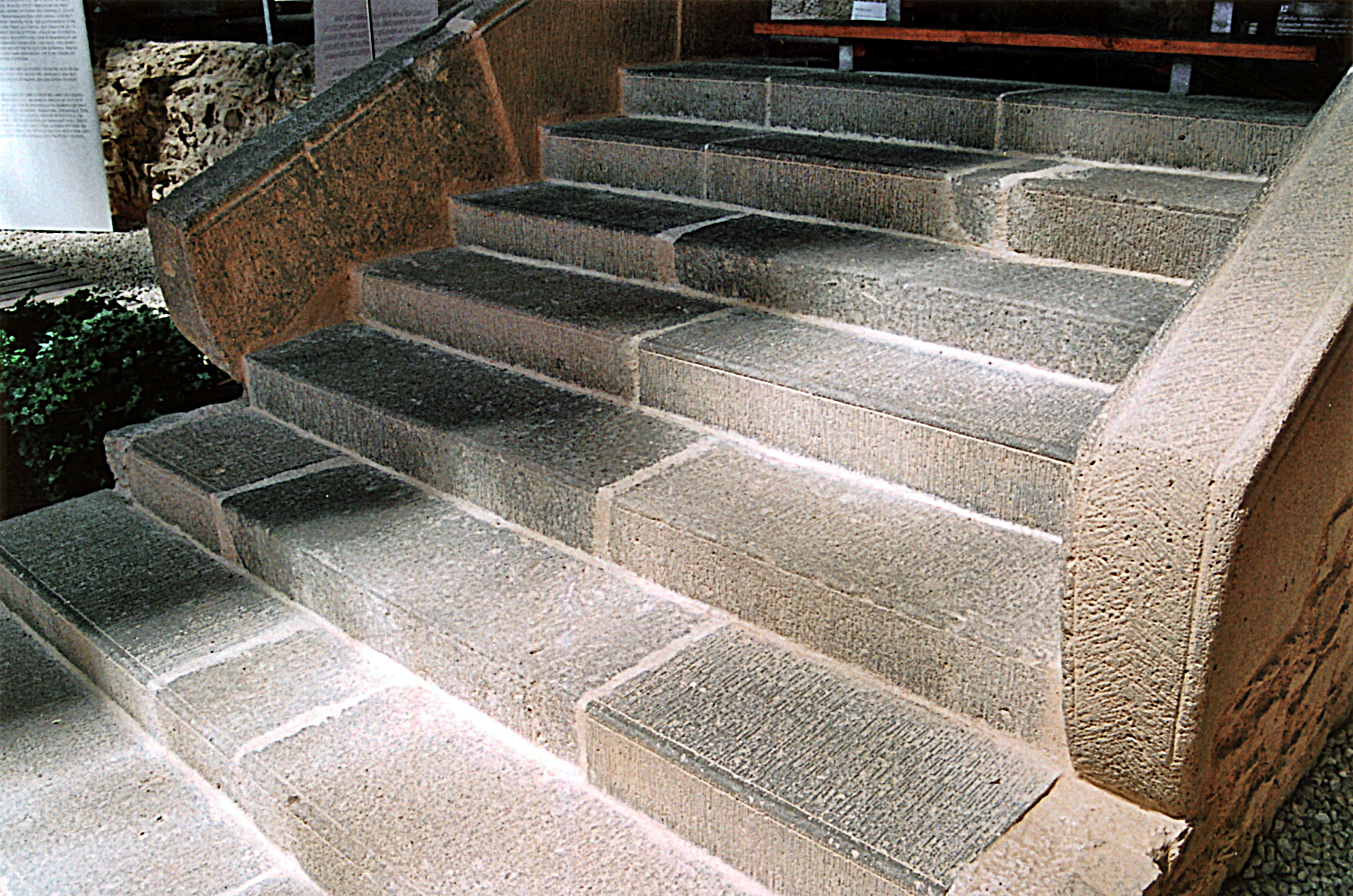
Die nachträglich angebaute Freitreppe am Portikus in ihrem 2. Bauzustand. Mit dem Umbau zur Mansio wurde die Treppe teils abgebrochen und ihr Material an anderer Stelle erneut verwendet. (2010)

Der 3,20 Meter breite, säulenbestandene Portikus zieht sich über die vollständige südliche Gebäudefront. Da der Portikussockel mehr als einen Meter über dem antiken Außenniveau lag, musste er über eine Treppe betreten werden. Diese ist an der östlichen Schmalseite des Portikus errichtet worden. Von einem tiefer gelegenen Hof konnte der Arkadengang über fünf sauber gearbeitete Tuffstufen betreten werden, die sich an die Giebelwand anlehnten und oben auf einem Treppenpodest mündeten. Möglicherweise schon kurze Zeit später errichteten die Bewohner eine repräsentativere Treppe mittig an der Südseite des Portikus. Bei diesem Anbau wurde der bestehende bemalte Verputz nicht abgeschlagen. Später wurde diese Freitreppe etwas verbreitert und die bisherigen steileren Tuffstufen durch deutlich bequemere Basaltstufen ersetzt. Auch die sorgfältig gearbeiteten Treppenwangen bestanden aus Basalt. Im ausgehenden 3. beziehungsweise während der Nutzung im 4. Jahrhundert wurde diese Zentraltreppe aufgegeben. Die Archäologen fanden Stufen dieses Aufgangs am Eingang zum Bad sowie am östlichen Portikussockel. Dort war in jener Zeit eine schlecht ausgeführte Treppe errichtet worden, die geradeaus auf den Portikus führte. Wie die Grabungen zeigten, war der Portikussockel vollständig verputzt und ziegelrot bemalt. Im Kontrast dazu stand der Anstrich des Hauses, der gelbweiß verputzt war. Ein auf der hinteren Längsseite des Hauses in einer Höhe von rund einem Meter über weite Teile erhaltener rotbrauner aufgemalter Zierstreifen könnte sich auch an den Stirnseiten fortgesetzt haben. Während der Nutzungszeit als Villa rustica wurde der Portikus zu einem unbekannten Zeitpunkt nach Westen hin um 13 Meter verlängert, um die dort gelegene Therme baulich an das Herrenhaus anzuschließen und bei schlechter Witterung den Zugang trockenen Fußes zu gewährleisten. Der ursprünglich mit einem feinen grauweißen Kalkmörtelestrich versehene Portikusboden wurde während des Umbaus zur Mansio mit einem rund 15 Zentimeter höheren groben Ziegelsplittestrich ausgestattet. Die Portikusinnenwand war figürlich bemalt. So hat sich in unmittelbarer Nähe zur Freitreppe ein Motiv erhalten, das einen kniehenden Mann mit einem Seil oder Lasso zeigt, vor dem sich ein Tier mit aufrechter Mähne befindet. Eventuell ist in dieser Darstellung ein Jagdmotiv zu sehen.

#### Innenräume

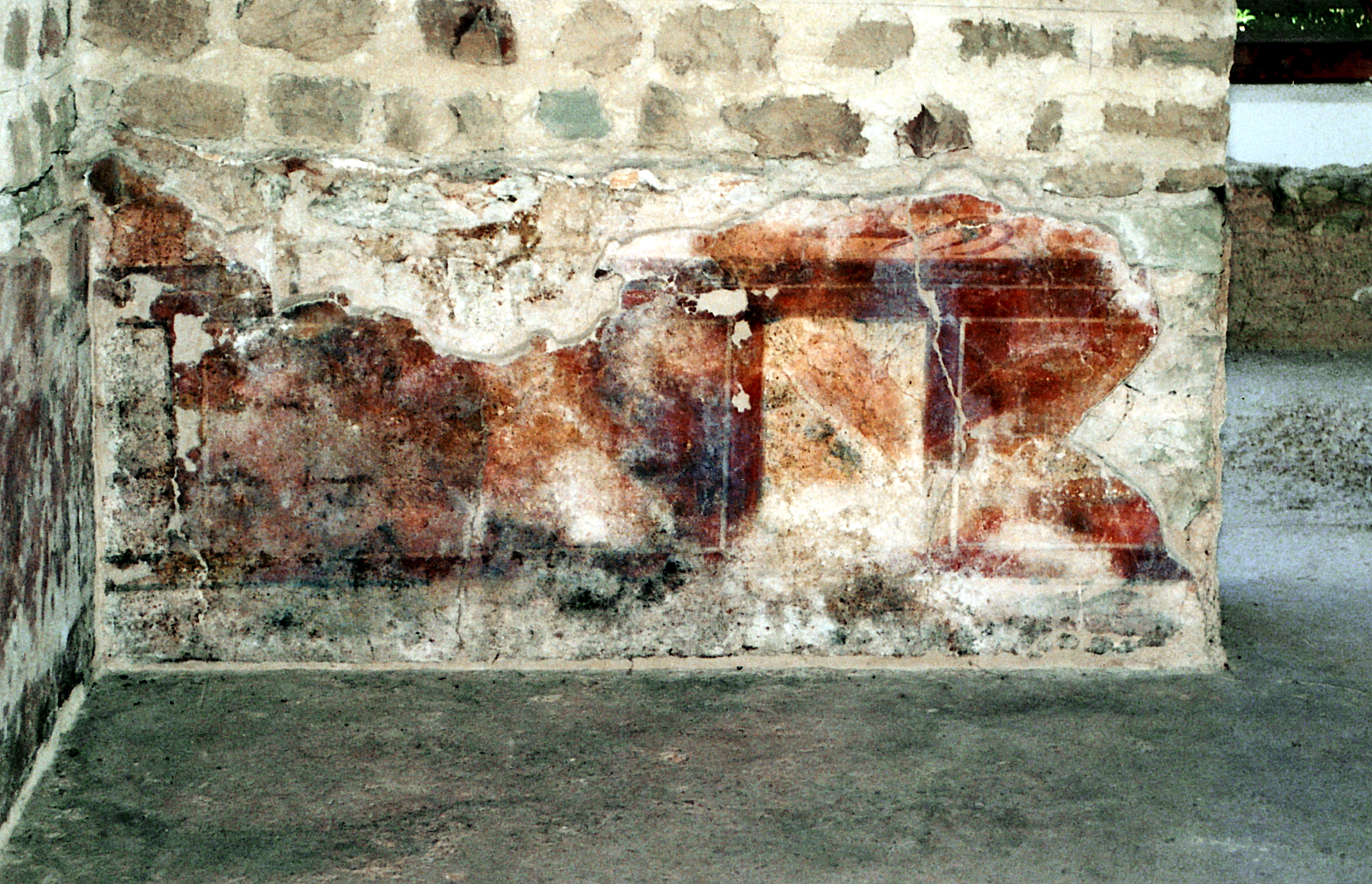
Aufwendig mit Marmortäfelungen bemalter Raum in der nordöstlichen Ecke des Anwesens (2010)

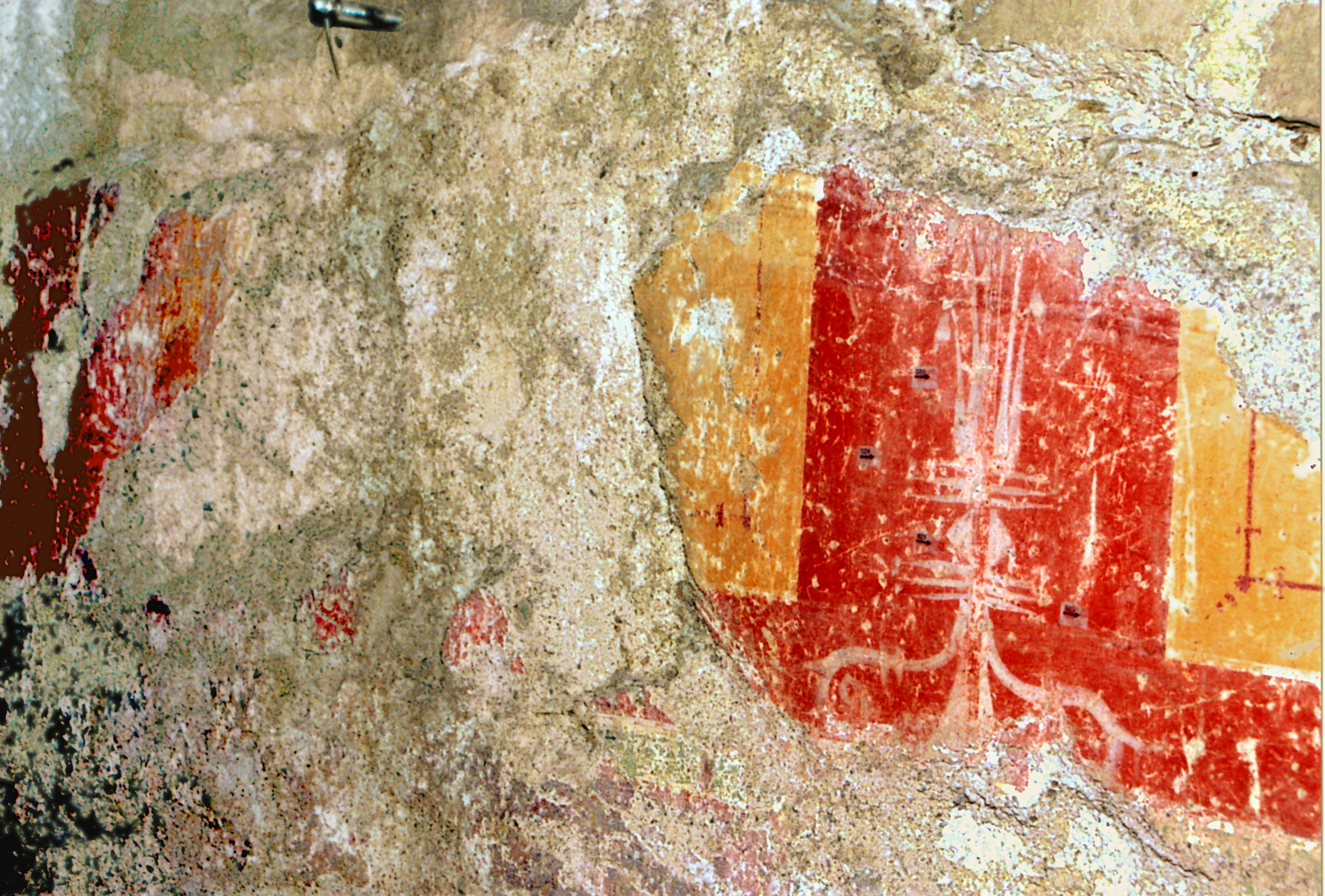
Reste der aufwendigen Wandmalerei mit Schirmkandelabern an der Südwand des Korridors (2010)

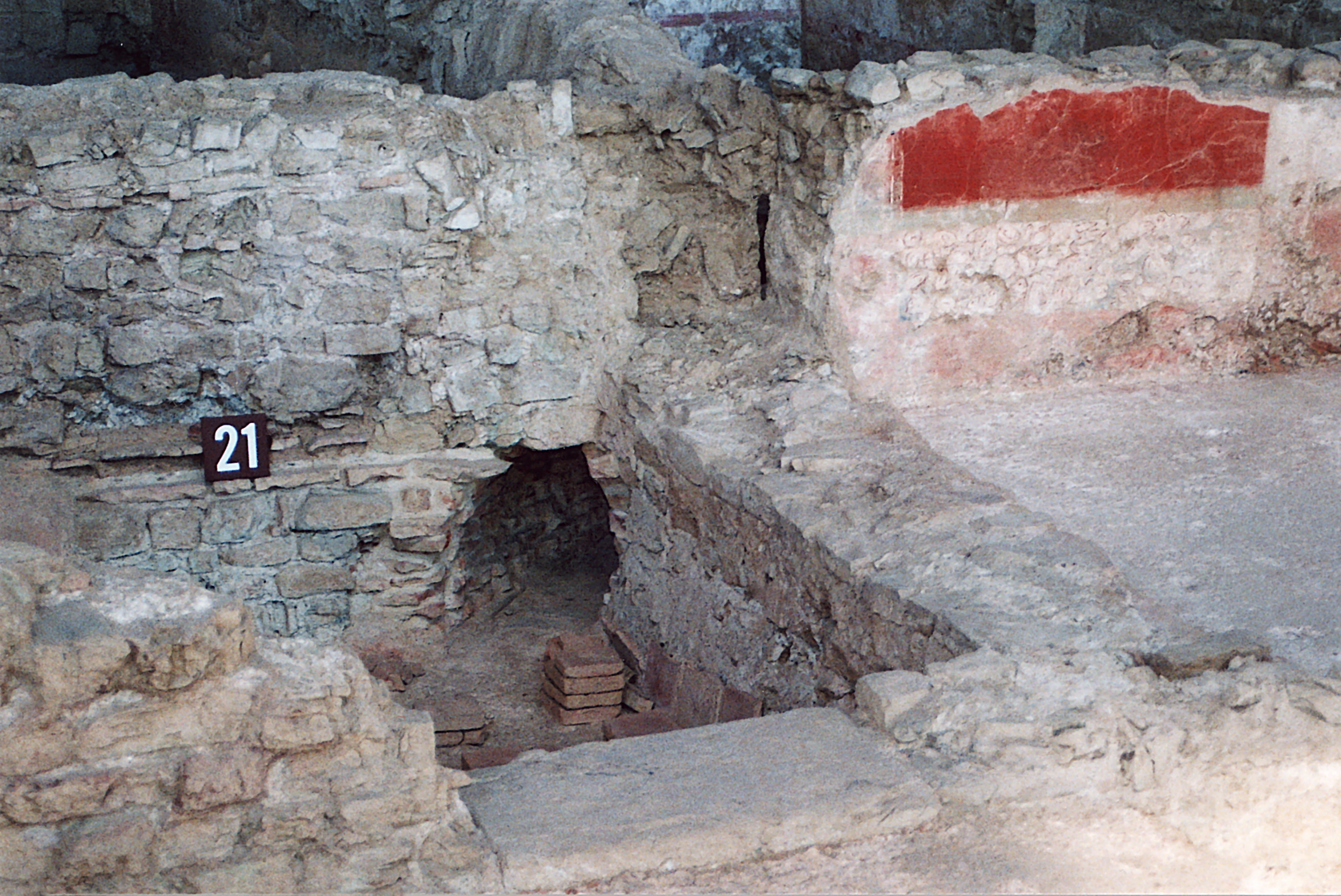
Der westliche spätere Anbau (21) wurde zunächst über den Nebenraum mitbeheizt. Offenbar genügte das den Gutsbesitzern irgendwann nicht mehr, so dass ein eigener Heizkanal in den Raum getrieben wurde. Der Raum mit den Malereien daneben besaß ein sehr großes Fenster auf den Portikus hinaus. (2010)

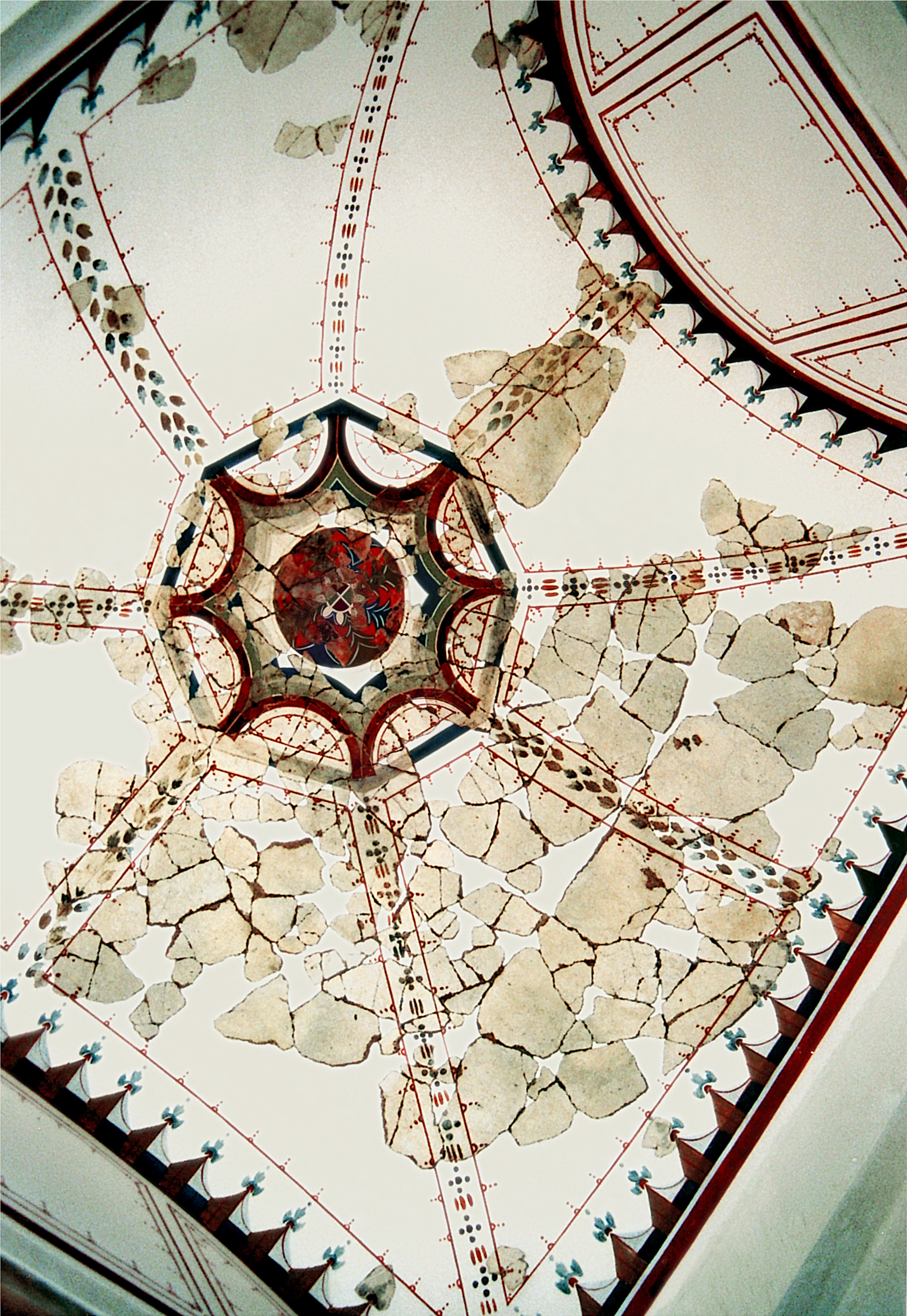
Aufgrund eindeutiger Originalbefunde teilrekonstruierter kleiner Verteilerraum am Ostende des Korridors mit Deckenbemalung (2010)

Gegenüber der Freitreppe am Portikus befindet sich der breite Zugang zum zentralen Raum des Hauses, der während der Nutzungszeit als Villa rustica zur Repräsentation diente. Obwohl es sich die Hausbesitzer sicher hätten leisten können, wurde während der Grabungen in der gesamten Anlage kein einziges Mosaiksteinchen entdeckt. Stattdessen fanden verschiedene Bodenbeläge aus unterschiedlichem Steinmaterial Verwendung. Neben geschliffenen Kalksteinplatten fanden sich Beläge aus dunklem Schiefer, einheimischen Marmor von der Lahn sowie lakonischem Marmor aus Griechenland. Häufig fanden sich zu Ornamenten verlegte Steine. So besaß der als Warmbad angesprochene Raum in der Therme einen hellen Marmorboden mit eingelegten schwarzen Schieferbändern. Hauptsächlich im Bad wurden auch feiner ausgearbeitete Bodenmuster mit runden und rhombischen Formen sowie schmale Riemchen nachgewiesen. Daneben bekamen speziell im Bad auch dekorative Marmorplatten und Stuckarbeiten an den Wänden ihren Platz. Im Herrenhaus selber dominierten farbig bemalte Wände, die entweder ein reines geometrisches Muster zeigen, wie dies bei einem Verputzstück aus dem Obergeschoss sichtbar wird oder von einem geometrischen Grundschema ausgehend mit Ornamenten sowie floralen und figürlichen Motiven spielen. Eine teilrekonstruierte Wand aus dem Obergeschoss zeigt in diesem Zusammenhang eine kleine Opferszene. Einige Räume besitzen einen mehr oder minder hohen Spritzsockel. Die Maler haben bei diesem Gestaltungselement kräftige Farbspritzer an den Sockelbereich der Wände gebracht. Im Erdgeschoss sind Bildelemente mit Kandelabern erhalten, aus denen einst Blumen emporwuchsen, andere zeigen Marmorimitationen. Zu den exquisiten lebensgroßen figürlichen Darstellungen gehört ein Verputzbruchstück mit einem Frauenkopf, das zur flachen Decke des nördlichsten Raumes gehörte, den ein Jahreszeitenzyklus schmückte. Der südlich anschließende Raum war mit Zirkusmotiven, beispielsweise Rennfahrern, geschmückt.
Bemerkenswert war der Nachweis von ungewöhnlich niedrig liegenden Fensterbänken. Einer der Räume in der Westhälfte des Haupthauses besaß ein 2,70 Meter breites Fenster zum Portikus hin. Innerhalb des Raumes war ein breiter hölzerner Fensterrahmen eingepasst, der im Verputz ausgespart wurde. Die Fensterbank könnte mit Ziegelplatten belegt gewesen sein. Wie höchstwahrscheinlich die meisten Fenster der Villa rustica besaß auch dieses Fenster eine grünliche, nicht entfärbte Verglasung. Ein weiteres bauliches Detail an dem großen Portikusfenster ist ebenfalls von Bedeutung. So konnten dort Läden festgestellt werden, für die links und rechts des Fensters zwischen Mauerwerk und dickem Verputz Schlitze freigelassen worden sind. In diese Schlitze wurden die Ladenflügel eingeschoben und waren damit nicht mehr sichtbar. Diese Konstruktion ist der Forschung bis zu ihrer Auffindung in Ahrweiler nördlich der Alpen unbekannt gewesen.
Zahlreiche Räume waren mit Hypokausten ausgestattet, die teilweise in ausgezeichnetem Zustand erhalten geblieben sind. Bei der Erwärmung der Wände durch die aufsteigende Warmluft aus der Unterflurheizung fanden zwei unterschiedliche Techniken Anwendung. So waren unter dem Verputz zum einen die an römischen Fundplätzen häufig anzutreffenden rechteckigen Hohlziegel (Tubuli) installiert, zum anderen wurden spindelartige Tonröhren entdeckt, die als Abstandshalter mittels eines Metallstiftes an der Wand befestigt wurden. Zwischen der Hauswand und dem Wandbelag konnte auf diese Weise die warme Luft nach oben entweichen.
Die Räume des Haupthauses wurde nicht nur durch den Portikus, sondern auch durch einen Korridor erschlossen, der an der hangseitigen Längsseite entlangführte. Er wurde durch drei Fenster erhellt und war von einem Tonnengewölbe überwölbt. Die rund 15 bis 20 Zentimeter starke Lehmschicht dieses Gewölbes wurde mit der gesamten Tonnenkonstruktion vom Dachstuhl eines nach außen hin abfallenden Pultdaches getragen. Von diesen baulichen Details haben sich große Teil als Versturz auf dem Boden des Korridors erhalten. So wird deutlich, dass das Lehmpaket an ein Geflecht aus längslaufenden Spalthölzern gepackt war. Die gleichmäßige Rundung des Tonnengewölbes sicherten stabilisierende breite Bohlen, an denen das Holzgeflecht angebracht war. Es haben sich von dieser Konstruktion nicht nur Negativabdrücke im verfestigten Lehm erhalten, sondern auch verbrannte Hölzer. Da der Korridor insbesondere aufgrund der Hanglage und der wenigen Fenster offenbar nicht sehr viel Tageslicht erhielt, war seine Nordwand nur weiß gekalkt worden. Die gegenüberliegende Wand, auf die das Licht aus den Fenstern fiel, erhielt indes eine aufwendige Bemalung mit ockergelben rechteckigen Feldern und pompejanisch rot aufgemalten Lisenen, die von Kandelabern und floralen Ornamenten geschmückt waren.
Als Beispiel für die vorhandenen Möglichkeiten der Rekonstruktion aufgrund der teilweise eindeutigen Originalbefunde wurde ein kleiner quadratischer, mit einem Tonnengewölbe ausgestatteter Verteilerraum am östlichen Ende des Korridors mitsamt seinem Dekorationssystem aus der Zeit von Haus II in voller Höhe rekonstruiert. Der Umstand von manchmal in voller Höhe umgefallenen Wänden kam den Archäologen bei der genauen Berechnung der Raumhöhen mehrfach zu Hilfe.

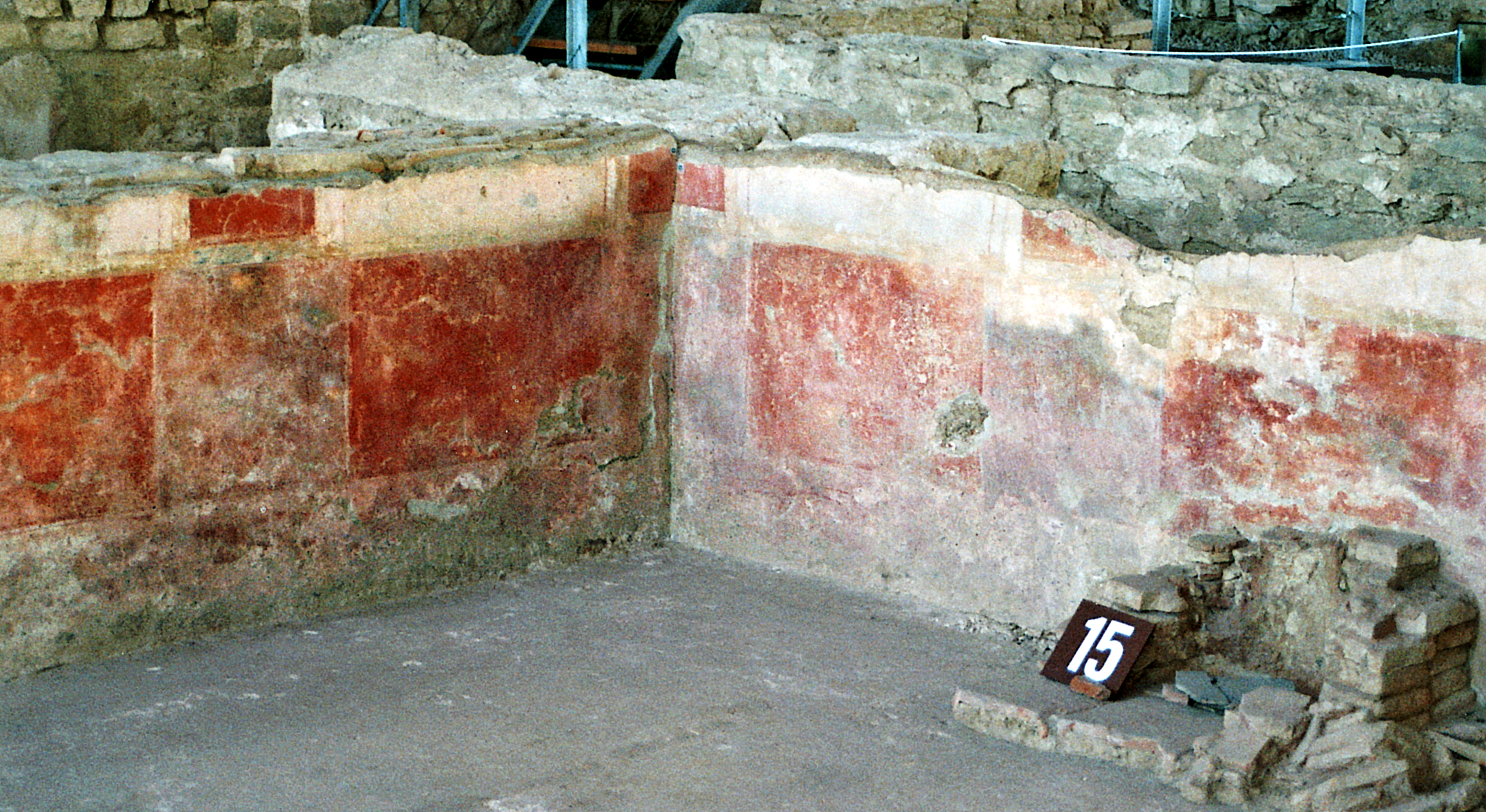
Der ursprünglich in der Nordwestecke des Hauses II liegende Raum mit aufwendigem Dekorationssystem und Ofen (Nr. 15) (2010)

Das Haupthaus wurde einmal nach Westen mit einer aus drei Zimmern bestehenden Raumflucht verbreitert, wobei sich der Hof zwischen der Villa rustica und dem Bad verkleinerte. Möglicherweise geschah dies zeitgleich mit der Verlängerung des Portikus zu den Badeanlagen. Zwei der neuangelegten Räume erhielten eine Fußbodenheizung. Zeitgleich wurde auch der Korridor nach Westen verlängert, der das Haus von seiner Nordseite her erschloss. Der ursprünglich die rückwärtige Hausecke westlich und nördlich begrenzende Raum musste im Zuge dieser Arbeiten umgebaut werden. So vermauerte man sein großes nördliches Fenster, das nach dem Vorbau des in diesem Bereich fensterlosen Korridors keinen Zweck mehr erfüllte. Auch das einzige, nach Westen gerichtete Fenster wird wohl geschlossen worden sein. Da dort nun eine weitere Raumflucht stand und der Bereich zwischen der einstigen westlichen Außenwand und diesen neuen Räumen unterhalb des Fensters von einem Praefurnium eingenommen worden ist, kann man sich einen Erhalt dieses Fensters nur schwerlich vorstellen. Unterhalb des großen vermauerten Nordfensters stand in dem vorzüglich ausgemalten Eckzimmer eine Art Kachelofen. Dessen Wandungen bestanden aus Ziegeln, die einen zylindrischen Raum umgaben, der nach oben hin offen war. Nachdem kein Feuerloch oder Asche in dem Ofen gefunden wurde, vermuteten die Archäologen, dass die Erwärmung mittels eines Feuerkorbes erfolgte, der von oben in den Zylinder gelassen werden konnte. Die Qualität und das Dekorationssystem der Malerei lässt vermuten, dass dieser Raum einen besonderen Stellenwert in dem Herrenhaus gehabt haben muss.

#### Bad II

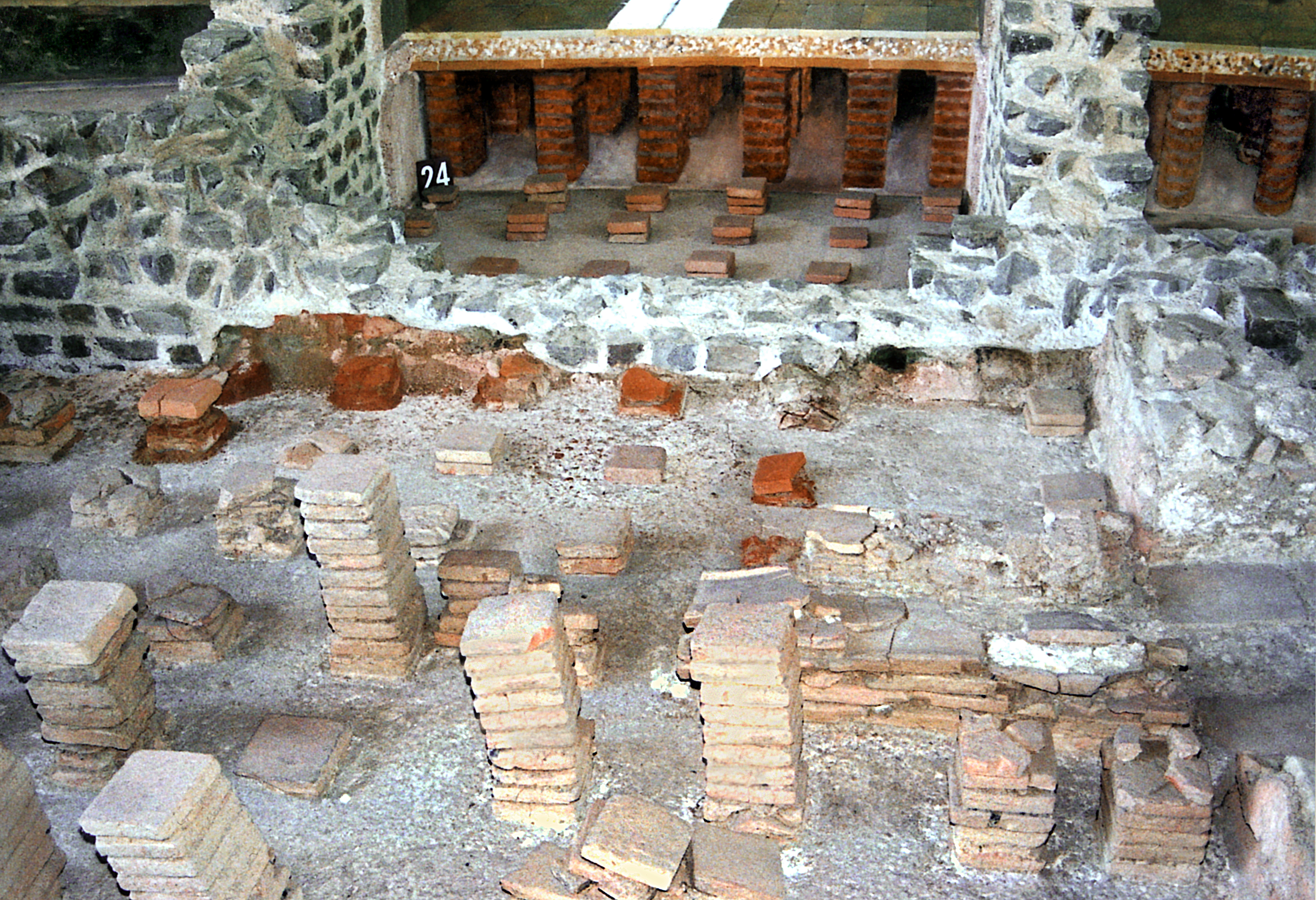
Im Bad II: Blick vom Apodyterium (Umkleideraum) in einen weiteren heizbaren Raum (Nr. 24), der wahrscheinlich ein Tepidarium (Warmbad) gewesen ist (2010)

Das Bad von Haus II orientiert sich in seiner grundsätzlichen Ausrichtung genau an dem abgebrochenen Vorgängerbau. Die südliche Außenfassade steht sogar direkt auf den Grundmauern dieser ersten Anlage. Es gehörte zu dem bekannten Typ der Reihenbäder. Insgesamt verschiebt sich der Bau aber um einige Meter in westliche Richtung. Zwischen dem neuen Haupthaus und der nun rund 180 Quadratmeter großen Therme entstand ein 13 Meter breiter Hof. Alle Räume des Bades wurden vollständig neu aufgeführt. Während ihrer Nutzungsdauer als Bad der Villa rustica fand eine nachgewiesene Umbaumaßnahme statt, während der eine heizbare, in einer halbrunden Apsis liegende Badewanne in den Nebenraum verschoben wurde.

#### Kanäle

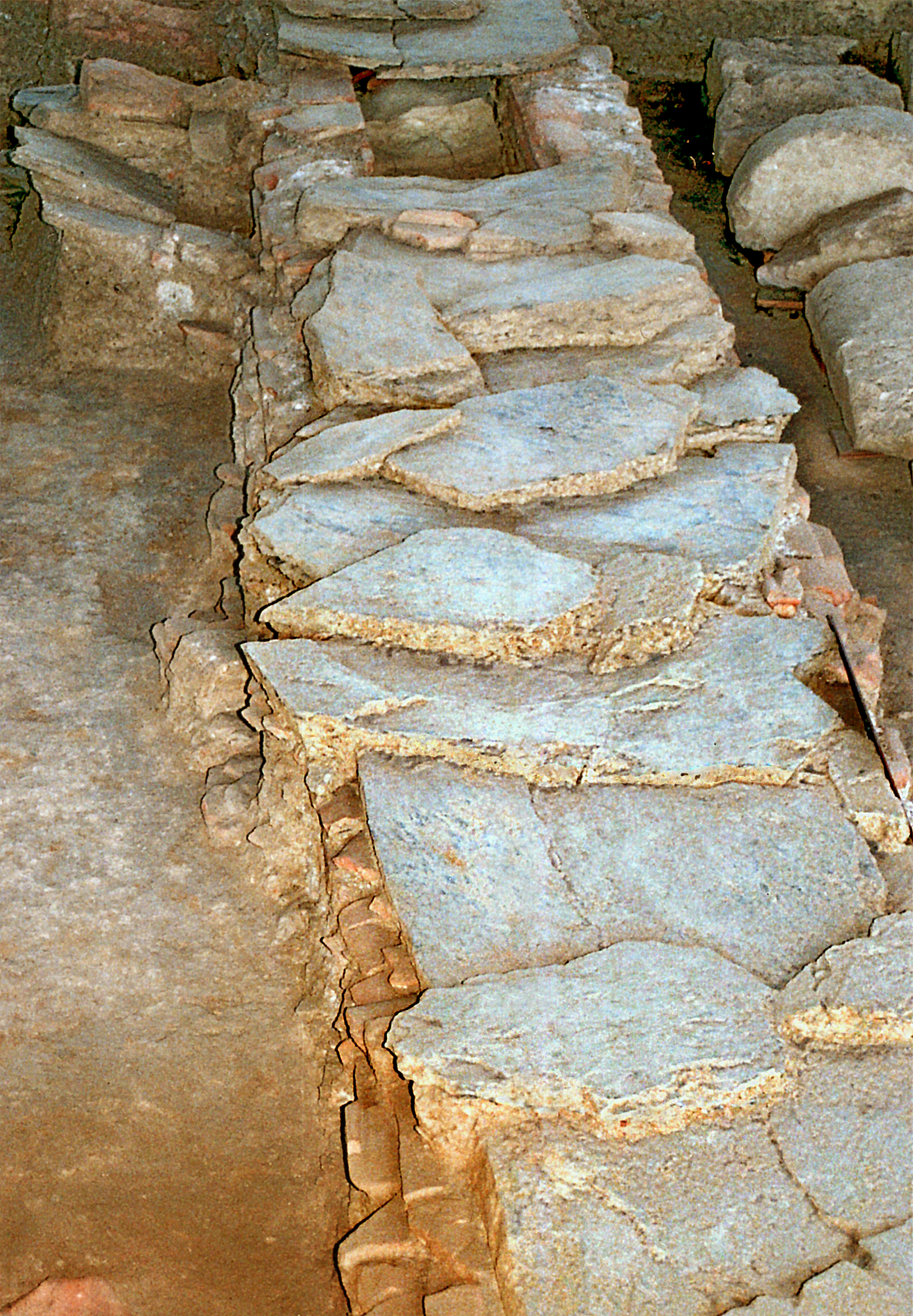
Aus wasserdichtem Mörtel gemauerter, bis unter das antike Laufniveau freigelegter Kanal im Hof zwischen Bad und Haupthaus. (2010)

Während der Anlage von Haus II wurden zwei mächtige gemauerte Kanäle errichtet. Auf einer Länge von 38 Metern ist der westliche Kanal sehr gut erforscht. Er führte mittig durch den Hof zwischen Bad und Herrenhaus, besaß eine lichte Höhe von 45 Zentimetern und eine lichte Breite von 45 Zentimetern. Die Anlage kanalisiert in größerem Umfang das vom nördlichen Hang herabkommende Wasser des heutigen Giesemer Baches und führte es in die Niederungen zur Ahr hin ab. Der ausgezeichnet erhaltene Kanalbereich innerhalb der Grabungszone besaß an seinem Ausgangspunkt im Norden, direkt an der Westseite des dortigen hinteren Hoftores, einen aus Ziegeln und rheinischem Trassmörtel gemauerten Einlasstrichter. Um die Sauberkeit des gewonnenen Wassers zu garantieren, wurde die mit wasserdichtem Mörtel (Opus caementitium) ausgeführte Kanalisation sorgfältig mit Schieferplatten abgedeckt und innerhalb des Hofbereiches begehbar gestaltet. Das Wasserbauwerk sicherte das Anwesen nicht nur gegen gefährliches Hangwasser, sondern war auch ideal für eine ständige Frischwasserzufuhr für Bad II und Haus II geeignet. An die innere südliche Abschlusswand des Hofes zwischen Bad und Wohnhaus wurde zusätzlich ein sehr schmales, längliches wasserdichtes Becken gebaut, aus dem zusätzlich Wasser entnommen werden konnte. Ein Schieber ermöglichte das Aufstauen des Wassers in diesem Becken. Auch östlich der Villa rustica knickte ein Kanal aus östlicher Richtung kommend nach Süden hin ab. Der nicht steingedeckte, 1,25 Meter tiefe und an seiner Sohle 0,60 Meter breite Kanal verlief parallel zum Hang und sollte ebenfalls Hangwasser aufnehmen, das insbesondere nach Unwettern in großen Mengen anfiel. Die Ausgräber konnten hinter der gesamten Hangseite des Hauses und des Bades keine weitere Drainage feststellen. Nicht einmal Traufrinnen zur Aufnahme des vom Dach fließenden Regenwassers sind von dort bekannt. Daher bleibt es unklar ob die beiden Kanäle zur Wasserregulierung ausgereicht haben und wie dieses Problem hinter dem Haus und Bad gelöst worden ist.

#### Ende
Wie unter anderem die nur spärlichen beweglichen Hinterlassenschaften aus der Grabung zeigen, wurde die Villa rustica gegen 259/60 planmäßig von ihren Besitzern geräumt. Die Archäologen vermuten, dass die Menschen den Ort aufgrund der zunehmenden kriegerischen Übergriffe verlassen haben, die in dieser Zeit von Seiten der Germanen aus dem Barbaricum drohten. Sie sind offenbar nicht zurückgekehrt. Die nun leerstehende Villa begann in den folgenden Jahrzehnten langsam zu verfallen. Die Blütezeit dieses Ortes war abgeschlossen.

### Hospiz

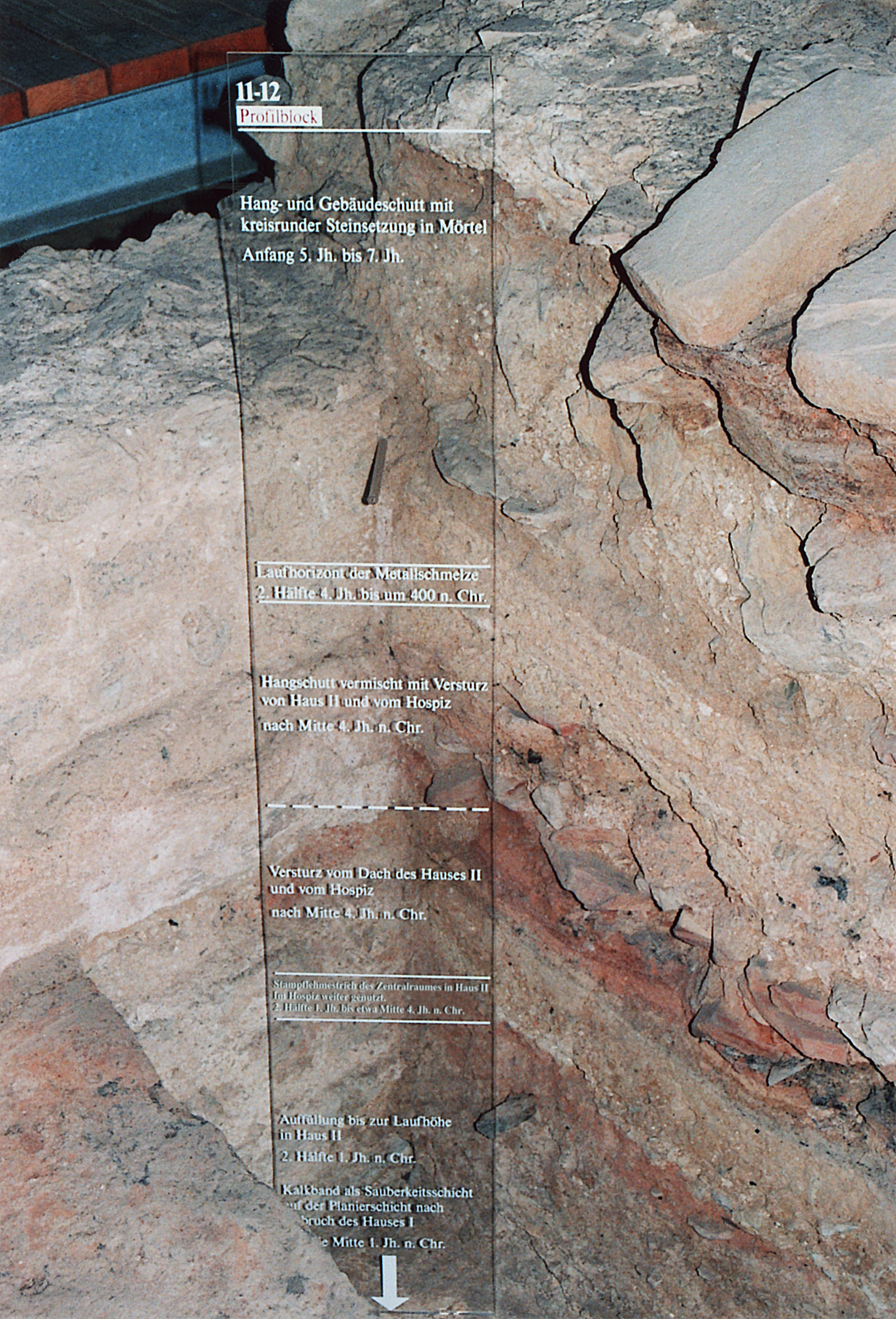
Zur Darstellung der Schichtfolgen stehengelassener Profilblock im Zentralraum von Haus II (2010)

#### Umbauten
Das von den Ausgräbern Hospiz genannte Rasthaus, entstand gegen Ende des 3. Jahrhunderts und war bis gegen 350 in Benutzung. Offenbar ließen sich die Verfallsschäden an dem Gebäude von den neuen Nutzern problemlos reparieren. Zudem fanden einige teils nachlässige beziehungsweise weniger kostenintensive Umbauten an Haus II statt. Ein wesentlicher Teil des Umbaus bestand in der Verkleinerung und Neugliederung von einigen Räumen. Der große zentrale Repräsentationsraum, der durch den Haupteingang über den Portikus betreten werden konnte, wurde nun in vier Räume aufgeteilt. Neben dem ursprünglichen Haupteingang wurde rechts ein neuer, wesentlich schmälerer Zugang in die Hauswand gebrochen, um unter anderem drei der neu entstandenen Räume, darunter eine bei der Auffindung ausgezeichnet erhaltenen Küche, zu erschließen. Der rechteckige, direkt hinter dem ehemaligen breiten Hauptzugang liegende Raum besaß keine Verbindung zu den umliegenden Zimmern im Hausinneren. Die Archäologen deuteten diese separate Räumlichkeit als Verkaufsraum für Reisende. Der breite, einladende Zugang konnte nach Ladenschluss geschlossen werden. An der Nordwand des einstigen Repräsentationsraumes entstand eine große Küche für die Gäste der Mansio. Die dort gekochten Speisen konnten auf einer Herdstelle, die direkt an dem neuen, kleineren Eingang stand, warmgehalten und an Herbergsbesucher, die sich auf dem Portikus befanden, abgegeben werden. Der hinter dem Eingang liegende neue Raum könnte mit seiner niedrigen Herdstelle und den Standspuren von Amphoren zu einer Caupona (Garküche) gehört haben. Einen weiteren zur Mansio-Zeit errichteter Backofen befand sich am ursprünglichen Westende des Korridors. Der Ofen steht sehr ungeschickt mitten in dieser Raumflucht. Die Archäologen gehen davon aus, dass der Korridor zur Zeit des Rasthauses bereits in ruinösem Zustand war und keine Verwendung mehr besaß. Der Rauch aus dem Ofen konnte, da es offenbar bereits kein Dach mehr an dieser Stelle gab, ungehindert austreten.

#### Treppenhaus

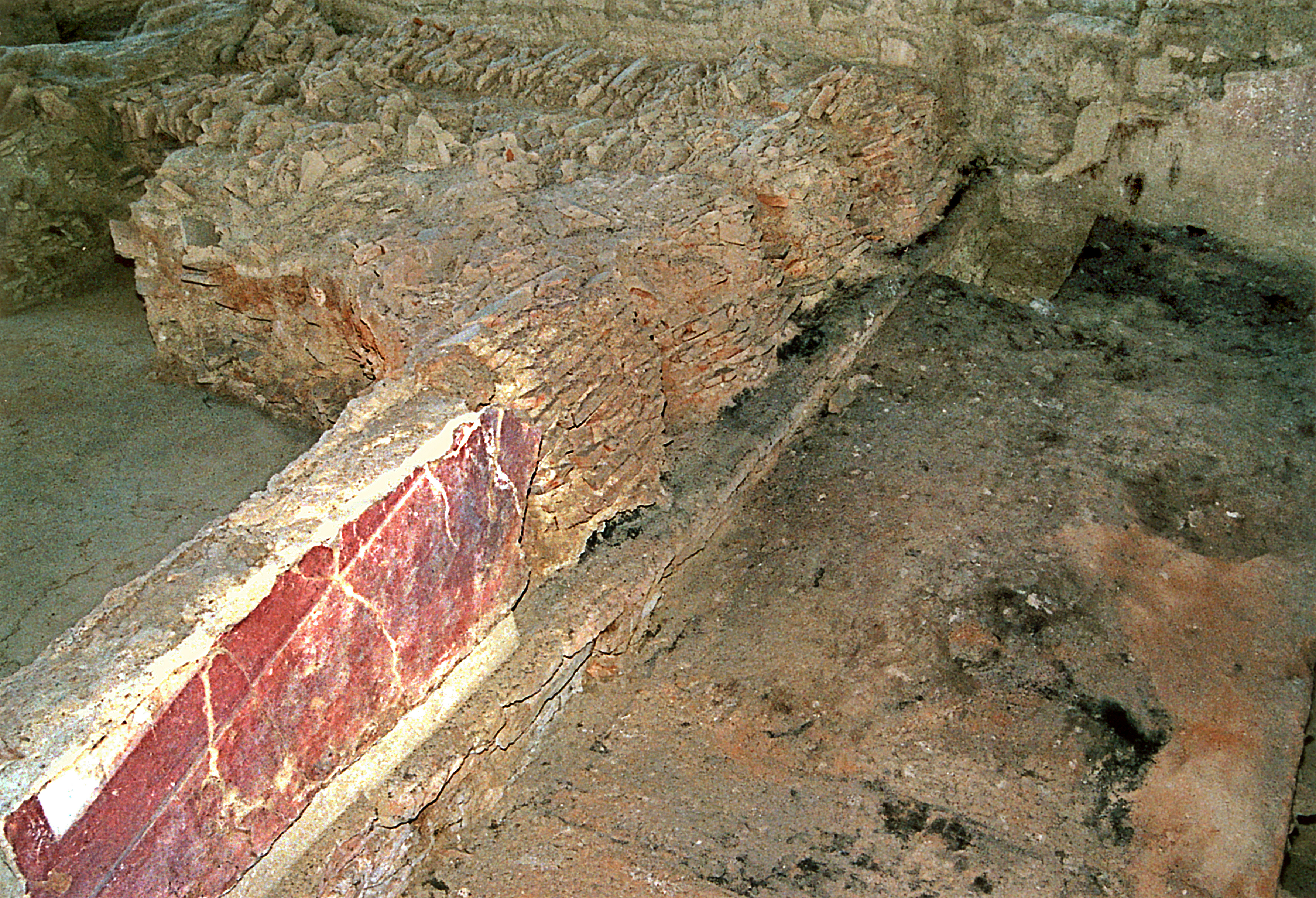
Das Treppenhaus der Mansio. Die verkohlten Reste der Treppe sind ebenso sichtbar, wie ihre Abdrücke im Boden. Teile der umgestürzten Fachwerkwand sind nach der Grabung an ihrem ursprünglichen Platz belassen worden. Die Malereireste zeichnen den Steigungswinkel der Treppe nach. (2010)

Im großen Zimmer links des einstigen Repräsentationsraumes entstand eine neue Fußbodenheizung, während in den Räumlichkeiten rechts unter anderem ein rechteckiges Treppenhaus installiert wurde, dessen Auffindungszustand mit teils verkohlten hölzernen Überresten der Treppe wichtige bauliche Details enthüllte. Mit dem Auflassen der Siedlungsstelle gegen Ende des 4. Jahrhunderts setzte schnell der natürliche Verfall ein. Nachdem sich in den Räumen um das Treppenhaus eine rund 0,70 Meter starke Schuttfläche gebildet hatte, kippte dessen südliche Fachwerkwand, die mit dem Treppenhaus errichtet worden war, in voller Höhe nach Süden hin um. Sie zerbarst dabei jedoch nicht, sondern blieb in ihrem Gefüge vollkommen erhalten. Die nachträglich eingezogene Wand besaß einen noch in verbranntem Zustand erhaltenen Schwellbalken, der in kurzen Abständen eingelassene hölzerne Ständer aufwies. Die Gefache zwischen diesen Ständern waren mit lehmgebundenen, zerschlagenen Dachziegeln ausgefüllt worden, wobei sich die vergangenen Ständer als Negativ in diesem Verbund abgedrückt haben. Das obere Ende dieser Konstruktion wurde von einem Bundbalken abgeschlossen. Die Fachwerkwand besaß keine Querriegel oder Streben und erinnerte die Ausgräber an die normannische Bautechnik. Beide Seiten der Wand waren verputzt und bemalt. Durch den vorzüglichen Erhaltungszustand konnte eine gesicherte Raumhöhe von 3,50 Metern angegeben werden. Die Treppe selber stieg zunächst an der südlichen Fachwerkwand empor mündete auf einem Zwischenpodest, das die vollständige Breite der Westwand einnahm und stieg dann an der Nordwand geradeaus in das Obergeschoss. Aufgrund der im Putz erhaltenen Spuren ließ sich die Steigung dieser Treppe ermitteln.

#### Küche

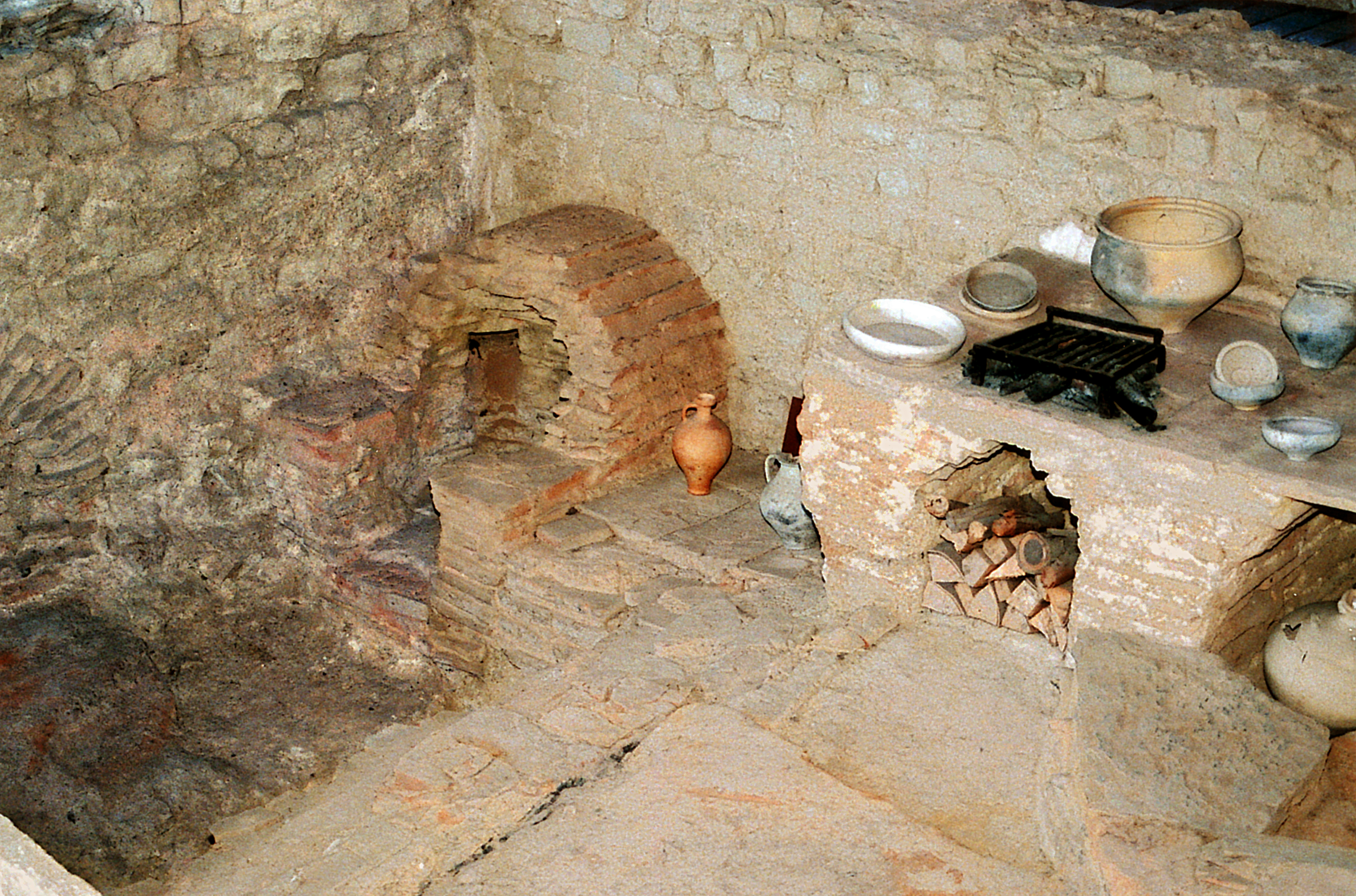
Küche mit Herdstelle und Backofen (links). Die Befeuerung dieses Backofens geschah aus einem noch zur Zeit von Haus II errichteten Praefurnium. (2010)

Die Herdplatte der Küche wurde durch Dachziegel gebildet. Dort brannte das Feuer, über dem möglicherweise ein eiserner Rost installiert war. In den zwei ziegelgemauerten falschen Gewölben unter der Feuerstelle wurde links das Feuerholz deponiert, rechts deckten die Archäologen Kochtöpfe mit Deckeln auf. An diese Herdstelle schloss sich rechts eine kleine kubische Kammer an, die möglicherweise dem Räuchern diente. In der linken Raumecke befand sich ein kleiner birnenförmiger Backofen, von dem die Backtenne erhalten blieb. Ein weiteres architektonisches Detail blieb an einer weitauf erhaltenen Wand der Küche erkennbar. So wurde festgestellt, dass dieser für die Mansio errichtete Raum mit einem den Backofen überdeckenden Tonnengewölbe ausgestattet war. Der Backofen wurde in das tieferliegenden Praefurnium einer für Haus II errichteten Hypokaustanlage eingebaut. Dieser Heizraum wurde für das Rasthaus in leicht veränderter Weise erneut verwendet. Die geschickte Integration des Backofens ermöglichte es, die dort entstandene Asche gleich zum Schüren der Unterflurheizung zu verwenden.

#### Toilette
Das große Bad der Villa rustica wurde wieder vollständig in Betrieb genommen. Die neuen Besitzer ergänzen den Bau lediglich um einen schmalen Korridor an der den Hof begrenzenden Ostfassade. Diese vom Portikus aus zu betretende Raumflucht besaß keinen Zugang zum Bad, sondern mündete an der nördlichen Stirnseite der Therme in einer mit der Mansio errichteten, fast quadratischen Toilette, deren sorgfältig ausgeführte Fäkalienrinne während der Grabungen in einem ausgezeichneten Zustand vorgefunden wurde. Diese aus Ziegeln bestehende Rinne befand sich an der West- und Nordwand der Latrine, ein nach Westen entlang der Nordmauer des Bades laufender Kanal diente der Abwasserentsorgung.
Die Oberflächlichkeit des Umbaus zur Mansio wird laut Fehr unter anderem in dem östlichen Raum, den einst circensische Malstücke verzierten, deutlich. Statt wie üblich den älteren Untergrund für eine bessere Haftung des neuen Verputzes aufzupicken, wurde dieser ohne weitere Vorbereitung auf die älteren Malereien aufgetragen und anschließend ebenfalls bemalt. Die geringere Haltbarkeit dieser Arbeit bezeugt der archäologische Auffindezustand. So war der neue Verputz teils bereits großflächig abgefallen.

### Metallschmelze
Als sich eine Metallschmelze während der zweiten Hälfte des 4. Jahrhunderts auf dem Gelände der Mansio installierte, war der Verfall des Anwesens bereits weit fortgeschritten. Stellenweise hatte es gebrannt und Hanggeröll war über die Fläche gerutscht. Auf dem so entstandenen höheren Laufniveau verteilten die Handwerker ihre Schmelzöfen über das gesamte Ruinengelände, haben hier jedoch offensichtlich nicht gewohnt. Ihre Unterkünfte müssen an einer bisher unbekannten Stelle gesucht werden. In der Nähe der Öfen fanden die Archäologen fast immer Bleischlacke. Im Fundgut sind außerdem ein gußfrischer Bleibarren sowie eine dicke große Bleiplatte verzeichnet. Die Untersuchungsergebnisse legen nahe, hier eine Schmelze für Silbererze zu vermuten, die aus den Hängen des im Norden der Anlage ansteigenden Silberberges gebrochen wurden. Steinständerbases aus dem Spolienmaterial der nördlichen Hofmauer belegen, dass die Arbeiter den Hof zwischen Bad und ehemaliger Mansio mit einem dreischiffigen Hallenbau überdachten. Gegen 400 n. Chr. endete auch diese Phase. Die Forschung vermutet, dass die immer unsicherer werdenden Verhältnisse und die nun völlig zusammengebrochene Infrastruktur keinen geregelten Absatz mehr zuließ. In den nächsten Jahrhunderten lagerte sich der abrutschende Hangschutt des Silberberges mit zunehmender Höhe über den Ruinen ab und konservierte damit die späteren Befunde.

### Gräberfeld
Über dem Schutt des Bades und südlich darüber hinaus wurde ein Friedhof mit 32 christlichen Bestattungen aufgedeckt, die in die Zeit zwischen dem 7. und 8. Jahrhundert gehören. Zum damaligen Zeitpunkt war von der Villa rustica oberirdisch zumindest in großen Teilen nichts mehr auszumachen. Die Grabgruben, die zum großen Teil mit Schieferplatten ausgekleidet waren, sind in den Hangschutt eingetieft worden. Nach der Bestattung wurden die Gruben mit mächtigen Schieferplattenmonoliten verschlossen und verfüllt. Tote, die nicht in Steinkisten beigesetzt wurden, bekamen ihr Begräbnis entweder in Baumsärgen oder in einer einfachen Erdgrube. Alle Bestattungen wiesen nach Osten und waren beigabenlos.

## Wichtiges Fundgut

### Graffito
Überregional bekannt wurde ein 1981 geborgenes, 23 × 33 Zentimeter großes dreizeiliges Lehrer-Schüler-Graffito aus dem Obergeschoss des Hauses über dem Treppenhaus. Es war wohl um 100 n. Chr. in die fast spiegelnd rote Lisene einer Wandbemalung mit spitzem Griffel geritzt worden. Die erste Zeile wurde mit dem Duktus einer geübten Hand geschrieben, die es verstand, in klassischem Latein einen Pentameter selbstständig zu formulieren. In der Forschung wird hinter dieser Hand ein Lehrer (Magister) vermutet, der offenbar einen Schüler ermahnen wollte:
Qui bene non didicit, garrulus esse solet
Übersetzung: Wer nicht gut gelernt hat, pflegt ein Schwätzer zu sein.
Unter dieser Zeile hat der Angesprochene geantwortet, wobei sich nicht nur seine geringeren Lateinkenntnisse und sein Versuch mit dem Versmaß offenbaren, sondern auch eine schlechte Schrift.
Scriptum me docuit Grati crudelis habena
Übersetzung: Die Peitsche des grausamen Gra(t)ius hat mich die Schrift gelehrt.
Die darunter gesetzte, dritte Zeile wurde von dem Schreiber der ersten Zeile nur mit drei Buchstaben begonnen und bricht danach ab. Es wird vermutet, dass die Wandverschmutzer in ihrem Treiben gestört worden sind. Das Graffito von Ahrweiler ist in seiner Art das einzige bisher bekannte und ein Zeugnis damaliger Erziehung. Es wirft ein Licht auf den weit fortgeschrittenen Romanisierungsgrad in den germanischen Provinzen an der Wende vom 1. zum 2. Jahrhundert. Außerdem wird der Bildungsanspruch gehobener Schichten auf dem Lande deutlich, die offenbar Lehrer mit klassischen Lateinkenntnissen für ihren Nachwuchs engagierten.

### Terra Sigillata
Gemessen am Gesamtbestand der 1874 geborgenen Keramikbruchstücke machen die 34 von Töpfereien gestempelten Terra-Sigillata-Scherben nun einen sehr geringen Teil aus. Während die meisten dieser Waren zu Beginn der Periode von Haus II aus Südgallien stammen, sind nur fünf Stücke aus dem nahe gelegenen Sinzig nachgewiesen. Die bedeutende Rheinzaberner Werkstätte wies sich sogar nur mit einem Exemplar aus. Ab dem 2. Jahrhundert orientiert sich der Bezug der Terra Sigillata auf die ostgallisch-germanischen Produktionsstätten. Um 150 n. Chr. kommt das Stempeln der Terra Sigillata langsam aus der Mode. Daher lassen sich spätere Stücke keinen bestimmten Herstellern mehr zuordnen. Erwähnenswert ist nach dieser Zeit die Sinziger Werkstatt, die gegen Ende des 2. Jahrhunderts bevorzugt glattwandige Produkte an den Silberberg lieferte.

### Christogramm?
Von besonderer Bedeutung für die Forschung war eine Scherbe aus dem Korridor, die in die Zeit der Mansio datiert. In Weiß wurden vor dem Brand ein P und darunter zwei sich überkreuzende Striche aufgemalt. Das Zeichen dürfte ein Christogramm darstellen. Ob mit diesem Fund auch die Anwesenheit von spätantiken Christen am Silberberg einhergeht, ist indes fraglich, da christliche Symbole in der Spätantike auch bei Nichtchristen unter anderem als Segensbringer in Gebrauch waren.

### Schmuck
Da das Gebäude nach seiner jeweiligen Nutzungsperiode offenbar stets sorgfältig geräumt wurde, haben sich nur wenige Objekte erhalten, die von ihren Besitzern verloren worden sind. Seltenheitswert besitzt ein dunkelbrauner Armring aus Schieferkohle. Schieferkohle stammt aus Braunkohlelagern und besteht aus inkohltem, jahrmillionen Jahre altem Holz. Hohe handwerkliche Qualität weist ein bandförmiger Armreif auf. An seiner Schauseite sind äußerst fein die Götter Nike, Castor und Pollux eingestempelt. Andere Schmuckstücke, wie ein bandförmiges Zierblech können zu einer Kopfbedeckung gehört haben. Eine aufgefundene Bronzedurchbruchscheibe wäre sowohl als Schmuck als auch als Teil eines Pferdegeschirrs anzusprechen. Zu den spätrömischen Schmuckfunden der Mansio-Zeit gehört ein unverzierter Armring mit Hakenverschluss, der hauptsächlich im freien Germanien getragen wurde.

### Fibeln
Während der Grabungen wurde nur wenig mehr als ein Dutzend Fibeln aus der Zeit zwischen der zweiten Hälfte des 1. Jahrhunderts bis gegen Ende des 2. Jahrhunderts gefunden. Die hauptsächlich gallisch beziehungsweise britannisch beeinflussten Objekte waren nahezu gleichmäßig auf Haus I und Haus II verteilt. Nur ein einzelnes Objekt, eine Augenfibel, stammt aus Nordosteuropa. Zwei weitere Fibeln gehörten zu römischen Militärmänteln.

### Theatermasken
Während der Grabungen an Haus II wurden die Fragmente von zwei aus feinem weißen Ton gefertigte Theatermasken geborgen. Die eine lag unmittelbar an der südlichen Außenfront östlich der Freitreppe, die andere an der nördlichen Rückfront, im Hof zwischen Berghang und Villa rustica. Die Maske einer Hetäre ließ sich vollständig rekonstruieren. Die Rekonstruktion zeigte, dass der Augenabstand der Maske zu eng gesetzt war. Somit konnte sie nicht in einem Theaterstück eingesetzt werden. Die Archäologen vermuten in den Masken Schmuckstücke oder Unheil abwehrende Objekte. Der verwendete Ton belegt Verbindungen zwischen einer Kölner Werkstatt und dem Gutshof am Silberberg.

### Ziegelstempel
Aus den Tonnen von Ziegelschutt, die von den Ausgräbern geborgen wurden, konnte nur ein einziger Ziegelstempel militärischer Herkunft geborgen werde. Er trägt die Inschrift der 5. Legion der Haubenlerchen (Legio V Alaudae). Diese Legion lag nach dem Bataveraufstand (69/70 n. Chr.) kurzfristig im westlich gelegene Sinzig, nahe der Ahrmündung zum Rhein hin, und stellte dort neben Ziegeln auch Terra Sigillata her, bevor sie im Jahr 83 in Moesien aufgelöst wurde.

### Allgemein
- Axel von Berg: Zuerst Villa, dann mansio: Bad Neuenahr-Ahrweiler. In: Vera Rupp, Heide Birley (Hrsg.): Landleben im römischen Deutschland. Theiss, Stuttgart 2012, ISBN 978-3-8062-2573-0, S. 138–140.
- Horst Fehr: Römervilla. Führer durch die Ausgrabungen am Silberberg in Bad Neuenahr-Ahrweiler. (= Archäologie an Mittelrhein und Mosel, Band 7). 2. Auflage. Steffgen Druck und Verlag, Koblenz 2003. ISBN 3-929645-01-7
- Horst Fehr: Museum „Römervilla am Silberberg“ In: Kreisverwaltung Ahrweiler (Hrsg.): Heimatjahrbuch für den Kreis Ahrweiler 1983, S. 69ff.
- Karin Joachim: Alltagsleben in der römischen Villa am Silberberg in Ahrweiler. In: Kreisverwaltung Ahrweiler (Hrsg.): Heimatjahrbuch für den Kreis Ahrweiler 2002, S. 76 ff.
- Karin Joachim: Das Museum Roemervilla auf Erfolgskurs. Besuchszahlen bestätigen das Museumskonzept. In: Kreisverwaltung Ahrweiler (Hrsg.): Heimatjahrbuch für den Kreis Ahrweiler 1998, S. 39 ff.
- Matthias Röcke: Einmaliger Glücksfall für die Wissenschaft: Die Römervilla am Ahrweiler Silberberg. In: Kreisverwaltung Ahrweiler (Hrsg.): Heimatjahrbuch für den Kreis Ahrweiler 1981, S. 54 ff.
- Landesbildstelle Rheinland-Pfalz (Hrsg.): Römerzeitliche Villa am Silberberg in Ahrweiler. Beiheft zur Dia-Reihe 10, Koblenz 1988.

### Einzelstudien
- Jürgen Blänsdorf, Horst Fehr: Eine Villa des 2.–4. Jahrhunderts „Am Silberberg“ in Ahrweiler und das Ahrweiler Schüler-Sgraffito. In: Gymnasium 89, 1982, S. 497–510.
- Karlheinz Dietz: Das Ahrweiler Schüler-Graffito. In: Gymnasium 92, 1985, S. 536.
- Rüdiger Gogräfe: Wand- und Deckenmalerei der villa rustica „Am Silberberg“ bei Bad Neuenahr-Ahrweiler. In: Kölner Jahrbuch für Vor- und Frühgeschichte 24, 1991, S. 219–225.
- Rüdiger Gogräfe: Die Wand- und Deckenmalereien der villa rustica "Am Silberberg" in Bad Neuenahr-Ahrweiler. In: Berichte zur Archäologie an Mittelrhein und Mosel 4, (= Trierer Zeitschrift Beiheft 20). Trier 1995, S. 153–239.
- Hans-Michael Hangleiter: Die Verwendung von Cyclododcan bei der Konservierung der römischen Wandmalereien in Ahrweiler. In: Restauro Heft 7, 1998 (Zusammenfassung).
- Patrick Jung: Ein spätantiker Teller mit Weißmalerei aus der Villa „Am Silberberg“ in Bad Neuenahr-Ahrweiler. Teil eines Trinkspruchs oder Christogramm? In: Hans-Helmut Wegner (Hrsg.): Berichte zur Archäologie an Mittelrhein und Mosel. Band 10 (= Trierer Zeitschrift, Beiheft 29), Trier 2005. ISBN 978-3-923319-63-3. S. 373–382.